# Црква Светог Андреја Првозваног у Забрђу
Црква Светог Андреја Првозваног у Забрђу или Светог Андрије, храм је из 18. вијека и припада Mитрополији црногорско-приморској Српске православне цркве.
То је једна од три православне цркве у Забрђу и посвећена је апостолу Андреју Првозваном. Остале двије су посвећене Светој Недјељи и Малој Госпојини. По пароху луштичком Николи Урдешићу, и црква Светог Харитона спада у Забрђе, а не у село Клинци, па у том случају Забрђе има четири цркве (туристичка мапа 89 цркава у општини Херцег Нови, цркву Св. Харитона смјешта у Клинце). У ранија времена, свако братсво (ако је богатије) би имало своју цркву. Ова црква је везана за братство (презиме) Митровић. Црква је мањих димензија. Има три прозора, по један на сјеверном и јужном зиду и један на полукружној олтарској апсиди. Изнад врата је звоник са једним звоном. Из порте цркве се види дио Бококоторског залива.

## Галерија
- Дио унутрашњости цркве
- Поглед на дио Боке из порте цркве